# Bailey Chase
Bailey Chase Luetgert, mer känd som Bailey Chase, född 1 maj 1972 i Chicago i Illinois, är en amerikansk skådespelare. Bland hans mest kända roller inom film- och TV-branschen, märks Cory Snyder i Walk. Ride. Rodeo., Butch Ada i Saving Grace, Graham Miller i Buffy och vampyrerna, Christopher "Chris" Robert Hughes i As the World Turns, Beckett "Becks" Scott i Ugly Betty, Sean Everett i Damages, och Branch Connally i Longmire.

## Bakgrund och utbildning
Chase föddes i Chicago i Illinois, och växte därefter upp i orten Barrington (också i Illinois), samt i Naples i Florida. Han gick till en början på den privatägda internatskolan The Bolles School i Jacksonville, för att sedan påbörja studier på Duke University, där han hade ett fullt idrottsstipendium för fotboll. Han tog sedan examen från detta universitet år 1995, detta med en examen i psykologi.
Efter att ha börjat med skådespeleri på karriärbasis, så började han utbilda sig vid London Academy of Music and Dramatic Art. Han flyttade därefter till Los Angeles för att arbeta med improvisationsgruppen The Groundlings.

## Karriär
Tidigare i karriären blev han till en början ibland krediterad som Bailey Luetgert. Utöver detta var han även en del av TNT-serien Saving Graces regelbundna rollista, detta i rollen som detektiven Butch Ada. Ytterligare krediter inkluderar bland annat Förhäxad, Pappas nya tjej, Undressed, Pacific Blue, Buffy och vampyrerna, CSI: Crime Scene Investigation, Ugly Betty, Criminal Minds, Law & Order: Special Victims Unit och Awake.
År 2012 fick han rollen som Branch Connally i A&E:s westernmysterieserie Longmire. Efter att ha lämnat denna serie år 2014, så började han år 2016 att dyka upp i rollen som Lucien Petrovich, i NBC:s fantasydramaserie Grimm. Han dök därefter upp i ytterligare tre avsnitt av säsong 5 i serien, vilket var "Eve of Destruction", "Key Move" och "Into the Schwarzwald".
I september 2016 tillkännagav Deadline Hollywood att Chase hade anslutit sig till rollistan i Fox-TV-serien 24: Legacy, i rollen som Thomas Locke. Han anslöt sig senare även till rollistan i CBS-serien S.W.A.T., vilket han gjorde i slutet av 2019.

## Filmografi (i urval)

### Filmer
- 1998 – Pappas nya tjej
- 2009 – Crossing Over
- 2015 – The Boy Next Door
- 2016 – Batman v Superman: Dawn of Justice
- 2019 – Walk. Ride. Rodeo.
- 2023 – Left Behind: Rise of the Antichrist

### TV-serier
- 1996 – Baywatch (TV-serie)
- 1997 – Lugn i stormen (TV-serie)
- 1997 – Tvillingarna på Sweet Valley High (TV-serie)
- 1998 – The Drew Carey Show (TV-serie)
- 1998 – Förhäxad (TV-serie)
- 1999 – Undressed (TV-serie)
- 1999 – Pacific Blue (TV-serie)
- 1999–2000 – Buffy och vampyrerna (TV-serie)
- 2000 – På heder och samvete (TV-serie)
- 2002 – VIP (TV-serie)
- 2003–2005 – As the World Turns (TV-serie)
- 2005 – Las Vegas (TV-serie)
- 2005 – CSI: Crime Scene Investigation (TV-serie)
- 2007 – Ugly Betty (TV-serie)
- 2007 – Criminal Minds (TV-serie)
- 2007–2010 – Saving Grace (TV-serie)
- 2008 – Law & Order: Special Victims Unit (TV-serie)
- 2009 – Cold Case (TV-serie)
- 2009 – Castle (TV-serie)
- 2010 – Miami Medical (TV-serie)
- 2011 – Damages (TV-serie)
- 2012 – White Collar (TV-serie)
- 2012 – Awake (TV-serie)
- 2012–2014 – Longmire (TV-serie)
- 2014–2015 – Chicago P.D. (TV-serie)
- 2015 – Lucifer (TV-serie)
- 2016 – Grimm (TV-serie)
- 2017 – 24: Legacy (TV-serie)
- 2017 – Twin Peaks (TV-serie) (säsong 3)
- 2018 – Six (TV-serie)
- 2019 – Queen of the South (TV-serie)
- 2020 – S.W.A.T. (TV-serie) (pågående medverkan)
- 2020 – The Rookie (TV-serie)
- 2020 – SEAL Team (TV-serie)